# Kids
Kids és el primer film de Larry Clark, estrenat l'any 1995. Presenta la vida d'un grup d'adolescents novaiorquesos, i els seus desitjos i comportaments sexuals durant l'aparició de la sida. Posa en escena també el consum de cànnabis, d'alcohol i de tabac, de gas del riure i de ketamina. La versió original de la pel·lícula va ser classificada NC-17 als Estats Units d'Amèrica, prohibida als menors de 17 anys. El film va ser fortament controvertit en la seva estrena, malgrat les critiques unànimes i entusiastes. Conté escenes de violació, de violència física i de robatoris. És considerat per alguns com un crit d'alarma sobre la situació de la joventut a mitjans dels anys 1990 i del problema de l'epidèmia de la sida. Ha estat doblada al català.
Alguns actors van tenir un final tràgic com es deixava presagiar el film i el documental We were once kids (Eddie Martin, 2021) posa de manifest. Així, Justin Pierce, que interpreta Casper, es va suïcidar penjant-se l'any 2000 i Harold Hunter va morir per sobredosi el 2006. Kids va ser la primera pel·lícula per a diverses actrius de renom com Chloë Sevigny i Rosario Dawson.

## Argument
Nova York, un dia de canícula. Telly (Leo Fitzpatrick), un jove skater que deambula pels carrers, té per ocupació favorita desvirgar noies molt joves creient-se protegit de totes les malalties. A la vegada, Jennie (Chloé Sévigny), una de les seves recents amants, s'assabenta que és seropositiva. No havent conegut mai altres nois, es posa a buscar-lo.